# Oncopeltus fasciatus
Espèce
Oncopeltus fasciatus, (en anglais large milkweed bug, la grande punaise de l'asclépiade), est une punaise nord-américaine de taille moyenne appartenant à la famille des Lygaeidae. Il habite les zones perturbées, les bords de routes et les pâturages ouverts, du sud du Canada jusqu'au Mexique, à l'Amérique centrale et aux Caraïbes. Le Costa Rica représente la limite sud de sa distribution. En raison de cette répartition géographique étendue, cet insecte présente des cycles de vie variables selon l'emplacement de la population, y compris des différences de longueur des ailes et d'autres traits,.

## Identification
Les adultes peuvent faire de 10 à 18 mm de longueur ; ils ont un motif en X rouge-orangé et noir sur les ailes, sous le triangle typique des hémiptères. Ce caractère bien visible est un avertissement aposématique, qui prévient les prédateurs potentiels de leur toxicité : O. fasciatus présente un mimétisme mullerien (en).
La face ventrale du quatrième segment abdominal porte une bande noire chez le mâle et deux taches noires chez la femelle. Les juvéniles naissent principalement rouges avec des antennes noires et quelques points noirs ; ces points noirs se développent durant leur croissance, en même temps que les ébauches alaires. Les œufs sont orange vif et facilement détectables,.

## Cycle biologique

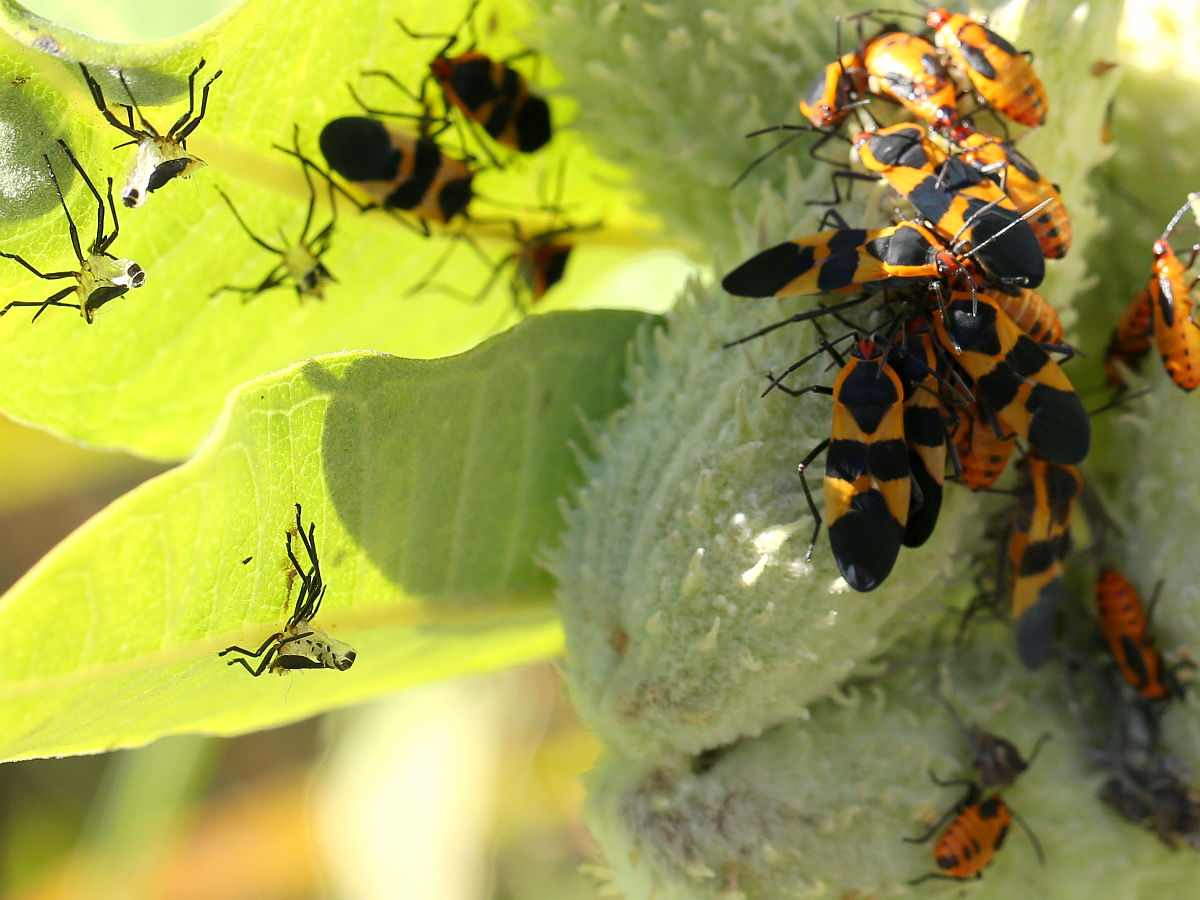
Les exuvies de mue peuvent ressembler à des insectes fantômes. Russell R. Kirt Prairie, Illinois.

Oncopeltus fasciatus  est un insecte hémimétabole, ce qui signifie qu'il se développe par étapes appelées stades et subit une métamorphose incomplète, présentant de petits changements tout au long de son développement, comme des changements de coloration, le développement des ailes et des organes génitaux.
À partir de l'œuf, il connaît quatre stades nymphaux sur 28 à 30 jours avant de muer pour devenir adulte. Les femelles deviennent sexuellement réceptives quelques jours plus tard.
La situation géographique a un effet important sur le taux de production d'œufs et la taille de la ponte, bien que le taux intrinsèque de reproduction dépende des conditions locales. Par exemple, deux populations résidant à 60 km de distance, sur une forte pente, ont des températures de reproduction optimales différentes, plus froide (23 ° C) pour la population située plus en altitude, plus chaude (27 ° C) pour la population vivant plus bas. Les pontes les plus importantes ont lieu dans les populations de Porto Rico, de la Floride et du Texas, à raison de 30 à 50 œufs par ponte. La plus petite ponte a été trouvée en Californie, avec 25 à 30 œufs. L'Iowa et le Maryland (populations du nord) présentent des pontes de taille intermédiaire, avec 25 à 35 œufs par ponte.

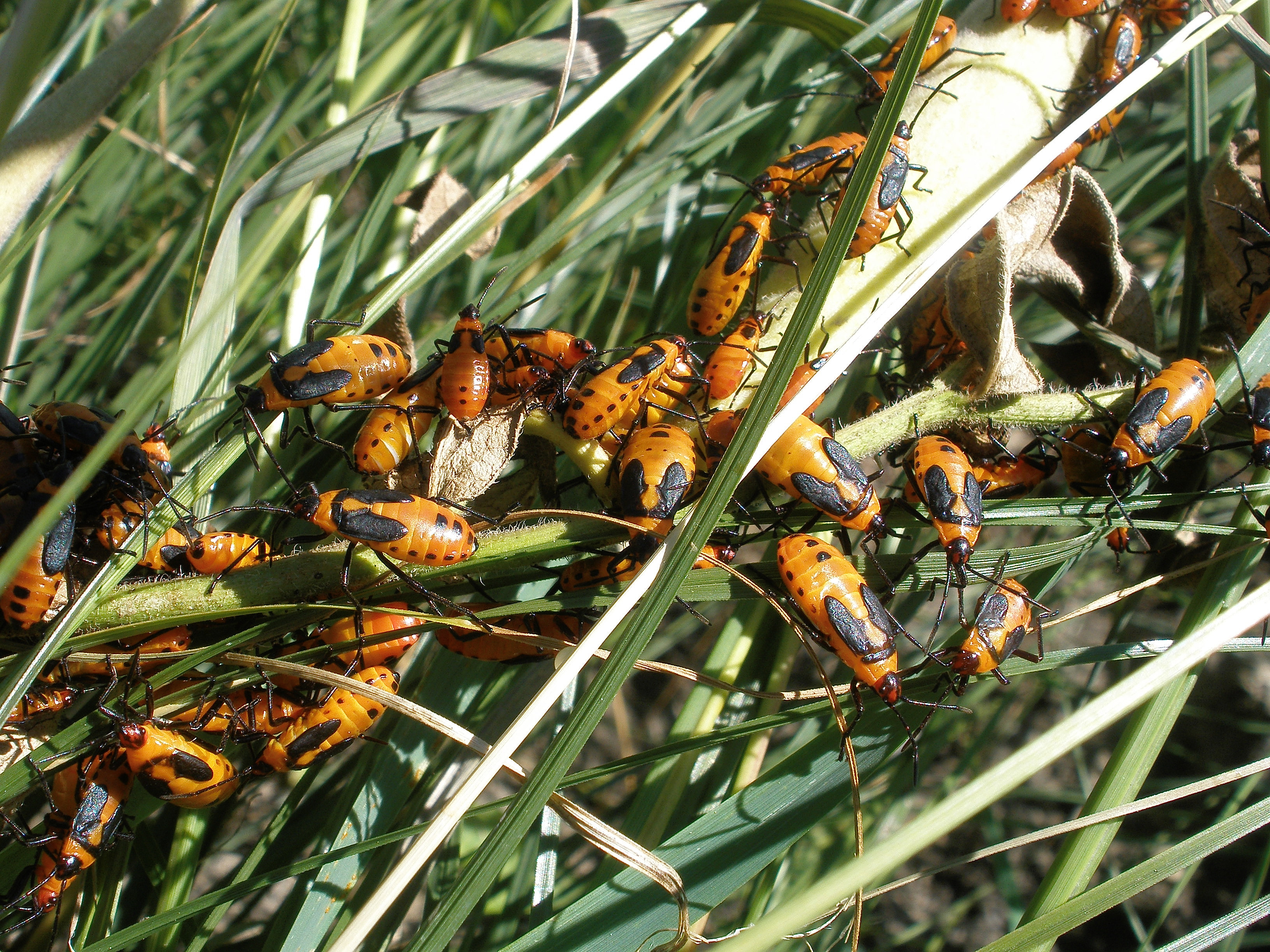
Groupe de juvéniles d’O. fasciatus.

Dans des conditions favorables (sous les tropiques), la reproduction a lieu toute l'année, dans des conditions moins favorables (zones tempérées), seulement pendant les mois les plus chauds. L'arrivée des migrateurs introduit un flux génétique entre les populations du nord et du sud, ce qui constitue un avantage pour les populations situées entre elles (climats variables) car les femelles peuvent alors assurer la variabilité génétique. La punaise de l'asclépiade peut produire de une à trois générations par an selon le climat et l'emplacement géographique. Elle présente une forte sélection pour la survie et arrêtera sa reproduction si les conditions ne sont pas idéales.
Une diapause se produit les jours courts et les jours froids dans les régions tempérées, parfois aussi pendant la saison sèche dans les régions tropicales. La plupart des populations de punaises de l'asclépiade hivernent, généralement après leur migration vers leurs sites d'hivernage (causée par des déclencheurs environnementaux comme la température et la photopériode. Cependant, la photopériode ne prédit l'hivernage que dans les zones où la durée du jour influe sur la maturation des asclépiades. Aucun hivernage ne se produit donc dans les régions tropicales, où il ne présenterait pas d'avantage adaptatif.

## Migrations

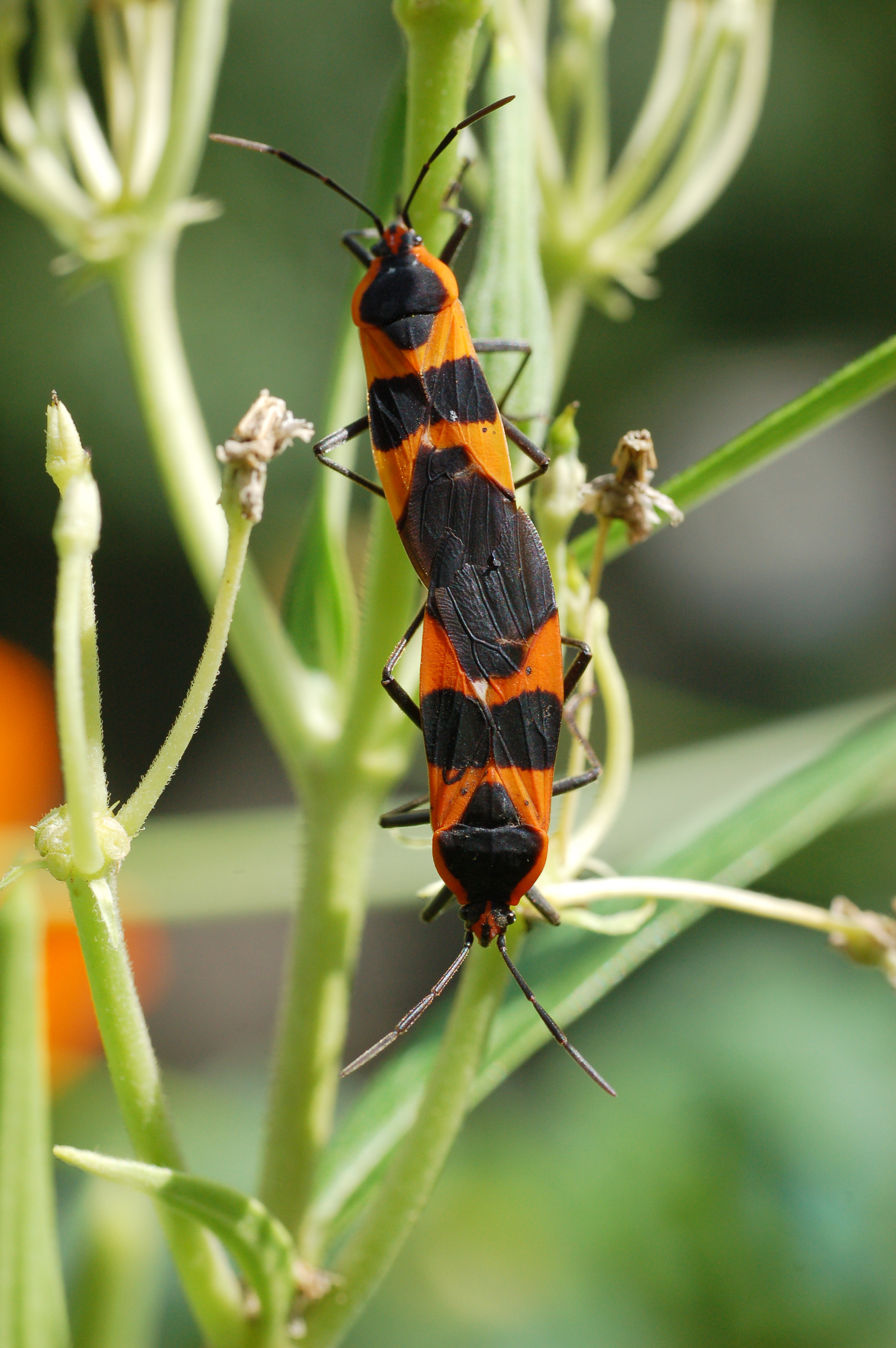
Accouplement de deux O. fasciatus adultes.

L'espèce possède des populations  migratrices et non migratrices. Palmer et Dingle ont montré que les populations du Nord comme celle de l'Iowa présentent la plus grande tendance au vol longue distance et sont hautement migratoires. À l'opposé, les populations du sud comme celles de Porto Rico affichent la tendance la plus faible et sont sédentaires. Les populations du sud croissent de façon saisonnière lorsque les migrants apparaissent pour la première fois à la fin du printemps et au milieu de l'été. Un syndrome migratoire a été décrit dans la population du Nord, ce qui signifie que des traits tels que la longueur des ailes, la fécondité, le temps de développement et la durée du vol sont tous génétiquement corrélés.
Groeters et Dingle ont suggéré que la sélection est liée à l'environnement des populations en raison du peu de corrélations de leurs cycles biologiques dans les différentes aires de répartition géographiques. Un compromis entre la migration et les traits du cycle biologique peut être la cause d'une telle distribution géographique. Attisano a suggéré que des facteurs génétiques et des signaux environnementaux déclenchent la migration chez certains individus. Étant donné que les vols de longue durée diminuent avec la latitude, la température est un facteur important influençant la migration. De plus, ce mouvement est en corrélation avec la floraison des asclépiades, ce qui fournit une preuve supplémentaire qu'elle est liée à des déclencheurs environnementaux. On pense que les femelles les plus grandes allouent des ressources à la migration simplement parce qu'elles ont plus de réserves. Les plus petites déploieraient des mécanismes alternatifs, notamment la réabsorption des ovocytes pour l'énergie. Le fait que ces insectes reviennent dans les environnements nordiques après la migration pourrait être l'influence d'une prédisposition génétique ou avoir été sélectionnés en raison de la surpopulation et de la plus grande concurrence intraspécifique pour les ressources dans les régions tropicales.
Les populations tropicales migrent sur des distances plus courtes que les populations tempérées parce que la variation spatiale de leur hôte de choix est beaucoup plus grande : il est donc avantageux de rechercher de nouvelles congrégations végétales plutôt que de tolérer l'épuisement des ressources.

## Régime alimentaire

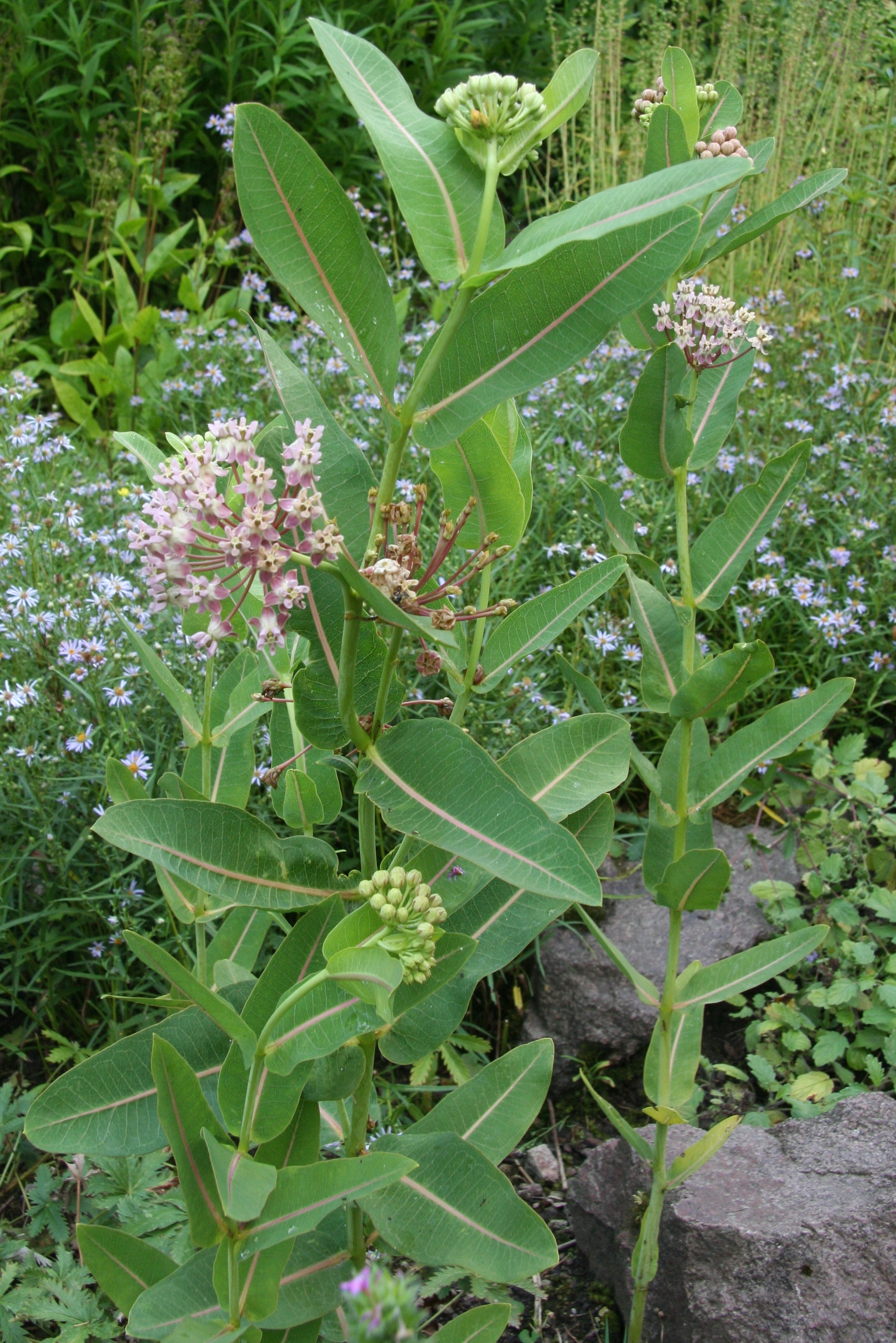
Asclepias syriaca.

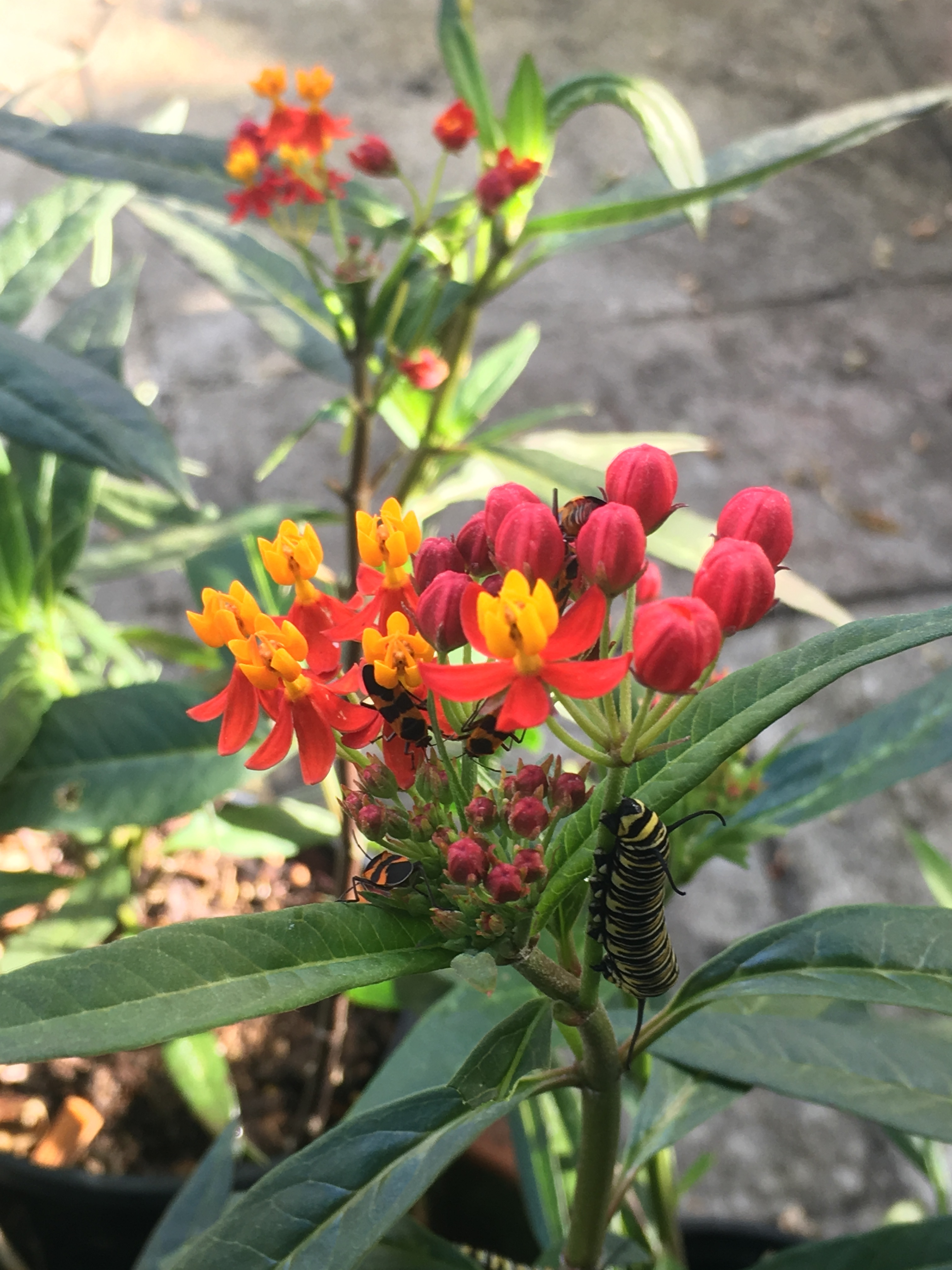
Asclepias curassavica

Oncopletus fasciatus est un herbivore spécialisé qui consomme fréquemment des graines de l'asclépiade commune, Asclepias syriaca, une Apocynaceae. Elle se nourrit également d'Asclepias nivea (en), de Funastrum clausum (en) de Pommier de Sodome et de Laurier-rose . Les populations du sud consomment souvent Asclepias curassavica, une asclépiade tropicale. Lorsqu'elle a reçu des graines de tournesol en laboratoire, cette punaise a consommé 90% de leurs lipides, 50% de leurs protéines et 20% de leurs glucides, ce qui en fait un aliment efficace pour elle. Les composés toxiques des asclépiades sont aussi retenus par l'insecte, ce qui lui confère sa toxicité.
Les adultes errent pendant la journée à la recherche de nourriture, car les asclépiades vivent dans des parcelles qui peuvent varier en taille et en distance les unes des autres. Lorsqu'un follicule est trouvé, ils y injectent de la salive à travers leurs longs rostres, ce qui pré-digère la graine et permet à O. fasciatus de l'aspirer à travers sa pompe antérieure et son pharynx. Plusieurs individus se nourrissent souvent sur le même follicule, ce qui suggère que ceux qui se nourrissent émettent un signal indiquant une bonne source de nourriture. Il a été démontré que les adultes sont plus susceptibles de trouver une source de nourriture lorsqu'un autre adulte s'en nourrit déjà, ce qui confirme encore le concept de signalisation. On voit parfois des femelles se nourrir d'exosquelettes abandonnés par des individus en mue. Le cannibalisme est observé, rarement, en laboratoire.
Les juvéniles d' O. Fasciatus ont besoin de graines d'asclépiades pour leur développement et leur croissance. Les adultes peuvent survivre avec d'autres types de graines telles que : le tournesol, la pastèque, l'amande et la noix de cajou, comme le montrent les populations de laboratoire. Les nymphes vivent en grands groupes d'environ 20 individus par plante. Les juvéniles ont un intestin discontinu avantageux en trois parties, mais il leur manque des parties définitives.

## Utilisation en laboratoire
Cet insecte est souvent utilisé comme organisme modèle en raison de sa facilité d'élevage et de manipulation, de son temps de développement court, de ses stades nymphaux peu nombreux et de sa fécondité élevée. La situation phylogénétique d' O. Fasciatus le rend idéal à utiliser comme groupe externe pour faire des comparaisons avec des insectes holométaboles plus dérivés, ce qui en fait comme un organisme précieux pour l'étude des modèles évolutifs.